# Richard Stearns (velejador)
Richard Irving "Dick" Stearns, III (Evanston, 4 de setembro de 1927 — Delavan, 25 de janeiro de 2022) foi um velejador estadunidense, medalhista olímpico. Ele competiu nos Jogos Olímpicos de Verão de 1964 na classe Star e conquistou a medalha de prata na disputa a bordo do Glider com Lynn Williams. Ele também fundou a empresa Lands' End, na primavera de 1963, com Robert Halperin, Gary Comer, amigo próximo de Halperin, e dois funcionários de Stearns.